# 1-я улица Бухвостова
1-я у́лица Бухво́стова (бывшая 1-я Петровская улица (до 1917 года) — улица в Восточном административном округе Москвы в Преображенском, между Преображенской площадью и 3-й улицей Бухвостова. Нумерация домов ведётся от Преображенской площади.

## Происхождение названия
Название дано 7 июня 1922 года в память о Сергее Леонтьевиче Бухвостове (1659—1728). Бухвостов С. Л. — российский офицер, в 1683 году первым записавшийся в потешный Преображенский полк Петра Великого и прозванный Петром «первым российским солдатом».
- Имя Бухвостовых (1-я, 2-я и 3-я Бухвостовы улицы — название в старомосковской притяжательной форме (чьи — Бухвостовы, а не кого — Бухвостова) дано Комиссией Сытина в 1922 году) носят три улицы Москвы, расположенные в Преображенском[1].
  - Три улицы Бухвостова в Москве названы в честь трёх Бухвостовых: Сергея Леонтьевича (1659—1728), Якова Григорьевича (вторая половина XVII — начало XVIII в.) и архитектора C.A. Бухвостова (1642—1728)[2].
  - При переименовании (в 1922 г.) было решено запечатлеть память о деятелях Петровской эпохи Бухвостовых. С. Л. Бухвостов (1659—1728) был одним из первых солдат русской регулярной армии, пушкарём «потешного» полка Петра I; С. А. Бухвостов (1642—1728) и Я. Г. Бухвостов (вторая половина XVII — начало XVIII в.) были архитекторами, которые, в частности, участвовали в строительстве Новоиерусалимского монастыря на р. Истре. Но эта идея была реализована самым абсурдным образом: в честь троих Бухвостовых возникли три безличные Бухвостовы улицы. И какая из них названа в честь пушкаря, какая — в честь архитектора и которого из них — неизвестно.

## Описание

### Здания и сооружения
По состоянию на ноябрь 2022 года, на данной улице числится 2 дома (№1, №3).

## Транспорт

### Наземный транспорт
- Трамваи № 2, 4, 7, 11, 13, 36;
- Автобусы № т32, т41, 171, 716;

#### Остановки безрельсового колёсного транспорта
- Остановка «Преображенская площадь»:

Автобус: № 80, 171.
- Остановка «Преображенская площадь»:

Автобус: № т32, т41, 716.

#### Трамвайные остановки
- Остановка Станция метро «Преображенская площадь»:

Трамвай: № 2, 4, 7, 11, 13, 36.

### Ближайшая станция метро
- Станция метро «Преображенская площадь».